# Подільська сільська рада (Галицький район)
| Подільська сільська рада — орган місцевого самоврядування у Галицькому районі Івано-Франківської області з адміністративним центром у с. Поділля. Утворена в 1940 році. 7 червня 1946 року указом Президії Верховної Ради УРСР село Серники Долішні Бурштинського району перейменовано на Поділля і Сернко-Долішнівська сільська Рада — на Подолянська. Сільрада відновлена 21 лютого 1995 року. 13 вересня 2016 року увійшла в Більшівцівську ОТГ. Сільській раді підпорядковані населені пункти: - с. Поділля — населення 350 чол.; площа 8,560 кв.км; |

## Склад ради
Рада складається з 14 депутатів та голови.

### Керівний склад ради
| ПІБ                     | Основні відомості                                            | Дата обрання | Дата звільнення |
| ----------------------- | ------------------------------------------------------------ | ------------ | --------------- |
| Луцишин Тарас Орестович | Сільський голова, 1969 року народження, освіта, безпартійний | 26.03.2006   | 31.10.2010      |

Примітка: таблиця складена за даними джерела